# Điều trị ung thư
Ung thư có thể chữa trị bằng phẫu thuật, hóa trị, bức xạ, trị liệu nội tiết tố và điều trị mục tiêu (bao gồm cả liệu pháp miễn dịch). Việc lựa chọn phương pháp trị liệu phụ thuộc vào loại và vị trí của những khối u và giai đoạn của bệnh, cũng như tình trạng sức khỏe của bệnh nhân. Một số phương pháp thử nghiệm điều trị ung thư cũng đang được phát triển. Theo ước tính hiện tại, cứ năm người thì sẽ có hai người mắc bệnh ung thư tại một thời điểm nào đó trong cuộc đời của họ.
Mục đích lí tưởng của việc điều trị là loại bỏ hoàn toàn khối ung thư mà không gây thiệt hại đến phần còn lại của cơ thể (nghĩa là chữa trị thành công với gần như không có tác dụng phụ). Đôi khi điều này có thể được thực hiện bằng phẫu thuật, nhưng vì tế bào ung thư có xu hướng xâm nhập mô lân cận hoặc di căn đến nội tạng khác nên phương pháp phẫu thuật vẫn còn những hạn chế. Phương pháp hóa và xạ trị thì lại có thể ảnh hưởng tiêu cực đến tế bào bình thường. Do đó, mục đích thực tiễn hơn chính là chữa trị bệnh mà vẫn phải chấp nhận một số tác dụng phụ. Trong một số trường hợp, các mục đích thực tiễn của liệu pháp điều trị cũng có thể bao gồm (1) kìm sự phát triển ung thư ở mức độ cận lâm sàng và duy trì tình trạng này trong nhiều năm nhằm giúp bệnh nhân kéo dài cuộc sống (nói cách khác, đây chính là điều trị ung thư như là một bệnh mãn tính) và (2) giảm đau mà không có mục đích chữa bệnh (cho bệnh nhân ở giai đoạn di căn).

## Các phương pháp điều trị
Điều trị ung thư tiến hóa và phát triển song song với kiến thức của loài người về y học. Giải phẫu khối u đã được ghi chép ở thời kỳ Ai Cập cổ đại. Liệu pháp hormone và bức xạ được biết đến vào cuối thế kỷ 19. Hóa trị, liệu pháp miễn dịch và các liệu pháp hướng hướng mục tiêu là sản phẩm của thế kỷ 20. Nhờ những hiểu biết mới về sinh học và y khoa, liệu pháp điều trị sẽ được sửa đổi và phát triển để tăng hiệu quả, độ chính xác, cũng như tăng khả năng sống sót, và chất lượng cuộc sống của bệnh nhân.